# Кураг (Дагестан)
Кураг (агул. Курягъ) — село в Агульском районе Дагестана (Россия). Административный центр сельского поселения Сельсовет Курагский, в который входит также село Худиг.

## География
Расположено во Внутригорном Дагестане, на реке Кошанапу (бассейн реки Чирагчай), в 20 км к северо-востоку от села Тпиг.

## История основания
Центр сельского общества (в XIX веке). Часть жителей переселилась в село Авадан Докузпаринского района.
В октябре 2012 года в селе открыт мост.

## Население
1. Н/Д[3]
2. Н/Д[4]

По данным переписи 1886 года, в селе Кураг численность населения составляло 260 человек, из них агулы — 222 (85,4 %), лезгины — 38 (14,6 %).

## Достопримечательности
- Памятник воинам, погибшим в годы Великой Отечественной войны (1941—1945).
- Минарет (XIX в.).
- три мавзолея (пира).